# 陶弘護
陶 弘護（すえ ひろもり）は、室町時代の武将で大内氏重臣。

## 生涯
康正元年（1455年）に周防国山口の私邸で生まれる。陶氏は大内氏の一族であり、代々周防守護代職を務めた。父が応仁の乱で応仁2年（1468年）に戦死し、13歳で陶氏当主を継いだ。翌年元服して、当主大内政弘から一字を受けて「弘護」と名乗る。

### 大内道頓の乱の鎮圧
文明2年（1470年）に正式に周防守護代に任じられる。同年、政弘が西軍方として京都に滞陣中、政弘の叔父教幸（道頓）が東軍方の誘いに応じて内藤武盛・吉見信頼らと共に留守中の周防で反乱（大内道頓の乱）を起こした。留守居役の弘護は当初は教幸を迎え入れる態度を示していたが、同年12月になって一転して教幸を攻め、周防玖珂郡で教幸を撃ち破り、さらに吉見信頼を頼って再起を図る教幸を長門阿武郡の各地（渡川城、賀年城、元山城、江良城など）でも吉見勢を破っている。そして、政弘の命で急遽帰国した益田貞兼と共に長門豊浦郡でも教幸方を討って追撃を続け、翌3年（1471年）には教幸を没落に追い込んだ。これは、当初から教幸を油断させて時間を稼ぐための罠であったとみられている。

### 最期
反乱を鎮圧した後には、大宰府に入って少弐頼忠を攻めた。文明10年（1478年）には筑前守護代も務めるなど、弘護の大内家での地位は揺るぎないものとも思われたが、一方で京都から帰国した主君・政弘は弘護の領内における権勢の強さに不安を抱くようになる。文明10年10月、弘護は博多に滞陣中の政弘に今後の政策に関して上申を行ったが、その際に政弘は防長本国の防衛に派遣された筑豊の武士たちのために弘護が認めていた防長の寺社領に対する半済の延長を拒絶している（『正任記』）。これは政弘が弘護の権力の抑制に乗り出したものと考えられている。
同文明14年（1482年）、帰国した政弘が諸将の慰労のために開いた山口の築山館（大内館の別館）で開いた宴席の席上で、弘護は長年敵対関係にあった吉見信頼に刺されて死亡。享年28。なお、信頼はその場で内藤弘矩（武盛の弟）に討ち果たされている。以後、この弘矩が大内家で重きをなすことになる。
戒名は泉福院殿建忠孝勲禅定門。
陶氏の家督は陶武護が継ぐが、まだ幼かったので、叔父の右田弘詮（陶弘詮）が陶家の番代をつとめた。しかし、家督を巡る武護と興明の対立や、内藤弘矩を讒言した武護の処罰など紆余曲折の末、最終的に三男の興房が当主となった。
なお、弘護暗殺の背景として、陶氏及び縁戚の益田氏と吉見氏の間の所領争いや、大内道頓の乱で吉見氏ら大内教幸陣営が罠にはめられたことに対する恨みとされているが、藤井崇は事件直後に主君・大内政弘が起こした吉見氏討伐が突如撤兵・中止されたこと、弘護を殺害した凶器の刀がその後「政弘からの下賜」という形で吉見成頼（信頼の父）に返還されていることを挙げ、暗殺の背後には弘護からの権力奪還を図る大内政弘が関わっており、そのことに対する陶氏側の疑念が孫の隆房の代になって大寧寺の変として表面化した可能性を指摘している。また、藤井は後の著作にて後に発生した内藤弘矩の粛清が武護の反抗に加担した容疑がかけられたという説の存在を指摘して、弘矩が吉見信頼を殺害したのは実は主命による口封じであり、今度は政弘が陶武護の反抗をきっかけとして弘護殺害の真相を隠すために今度は弘矩の口封じしようとした可能性について指摘している。